# Alma (azienda)
Alma, acronimo di Accomandita Lombarda per Motori e Automobili, è stata una casa automobilistica italiana attiva tra il 1907 e il 1909.
Fondata a Busto Arsizio nell'aprile del 1907, sostituisce la cessata Ditta Monaco Gaspare, avviata l'anno precedente. L'azienda realizzò un solo esemplare, rimasto allo stato di prototipo, equipaggiato con motore a 4 cilindri in linea di potenza compresa tra 40 e 50 HP.